# Junta governativa catarinense de 1800
A Junta governativa catarinense de 1800 foi composta por um triunvirato provisório, formado devido ao falecimento inesperado do governador tenente-coronel João Alberto Miranda Ribeiro. Foram seus membros:
- José da Gama Lobo Coelho d'Eça;
- Aleixo Maria Caetano;
- José Pereira da Cunha.

A junta governou a Capitania de Santa Catarina de 18 de janeiro a 8 de dezembro de 1800.